# TERF (acrônimo)
TERF (/ˈtɜːrf/, escrito terf também) é uma abreviação para feminista radical trans-excludente (do inglês: trans-exclusionary radical feminist). Cunhado em 2008,
 o termo foi originalmente aplicado a uma minoria de feministas que defendiam posicionamentos críticos de gênero que outras feministas consideram transfóbicos, como a rejeição da afirmação de que mulheres trans são mulheres, a exclusão de mulheres trans dos espaços exclusivamente femininos e a oposição a legislação sobre direitos transgênero. Desde então, o significado se expandiu para se referir mais amplamente a pessoas com visões trans-excludentes que podem não ter envolvimento com o feminismo radical, outras vezes, nem mesmo com o feminismo ou a um posicionamento radical, ao contrário de liberal.

Aqueles referidos com a palavra TERF geralmente rejeitam o termo ou o consideram um insulto pejorativo; alguns se identificam como críticos de gênero.
 As críticas da palavra TERF dizem que ela foi usada em insultos e paralelamente à retórica violenta.
 No discurso acadêmico, não há consenso sobre se o TERF constitui uma ofensa.

## Origem do termo e aplicação
A blogueira feminista radical cisgênero trans-inclusiva Viv Smythe foi creditada por popularizar o termo em 2008 como uma abreviação online. Foi usado para descrever uma minoria de feministas que sustentam sentimentos que outras feministas consideram transfóbicas, incluindo a rejeição da visão, predominante nas organizações feministas, que mulheres trans são mulheres, oposição aos direitos transgênero e exclusão de mulheres trans em espaços e organizações de mulheres.

Em seu site de direitos transgênero, The TransAdvocate, Cristan Williams definiu o termo como referenciando "uma marca de 'feminismo radical' que está tão enraizada no essencialismo sexual e seu biologismo resultante, que faz campanhas ativas contra a existência, igualdade e/ou inclusão de pessoas trans." Smythe foi creditada por ter cunhado o termo TERF, devido a uma postagem no blog que ela escreveu reagindo à política do ''Michigan Womyn's Music Festival'' de negar a admissão a mulheres trans. Ela escreveu que rejeitava o alinhamento de todas as feministas radicais com "ativistas do radfem transexclusionary (TERF)". Em uma entrevista de 2014 ao The TransAdvocate, Smythe disse: 
"Era para ser uma descrição delibera e tecnicamente neutra de um grupo de ativistas. Queríamos uma maneira de distinguir TERFs de outras RadFems com quem nos envolvíamos que eram trans*-positivas/neutras, porque tínhamos vários anos de história de envolvimento produtivo/substantivo com RadFems não-TERF."
 Embora Smythe tenha usado inicialmente TERF para se referir a um tipo particular de feminista que ela caracterizou como "não quer reconhecer mulheres trans como irmãs", ela observou que o termo assumiu conotações adicionais e que às vezes foi "armado" por grupos inclusivos e excludentes. Embora contestado, o termo se tornou uma parte estabelecida do discurso feminista contemporâneo.
Escrevendo no The New York Times em 2019, a teórica feminista Sophie Lewis observou que o termo TERF se tornou "uma regra para todas as feministas anti-transgêneros, independentemente de serem radicais". Edie Miller, escrevendo no The Outline, disse que o termo foi aplicado à "maioria das pessoas que apoiam políticas trans-excludentes que seguem uma 'lógica TERF' específica", independentemente de seu envolvimento com o feminismo radical. O termo TERFy também tem sido usado para descrever coisas "que a geração do milênio não considera legal", como a franja.

### Termos derivados
Há constantemente a criação de neologismos variantes terminados em -ERF ou apenas -EF, para exclusão de determinado grupo das vertentes e intersecções feministas, ou a marginalização dele por parte delas, como TEF, SWERF/SWEF, para excludentes das trabalhadoras sexuais (sex workers), BERF/BEF, de bissexuais, adicionalmente BLERF/BLEF e PLERF/PLEF, de lésbicas bi/pansexuais, TWERF/TWEF, de mulheres trans (trans women), MERF/MEF, de homens (males).
Houve a tentativa de feministas radicais trans-includentes de usar TIRF/TIF, que caiu em desuso. TiF passou a ser usado por TEFs/TERFs e masculinistas gays separatistas para significar mulher trans-identificada (trans-identifying female), junto TiM.
Pós-generistas, adeptos e simpatizantes, começaram a usar FART (Feminism-Appropriating Reactionary Transphobes), que traduzindo livremente fica, transfóbicos(as) reacionários(as) apropriadores(as) do feminismo.

## Oposição à palavra
As feministas descritas como TERFs geralmente se opõem ao termo e às vezes se referem a si mesmas como críticas quanto ao gênero. A colunista britânica Sarah Ditum escreveu em 2017 que "o limite para ser chamada de 'terf' é notavelmente baixo".
Algumas feministas auto-descritas críticas de gênero, dizem que não podem ser descritas com precisão como transexclusivas porque dizem que são inclusivas para homens trans. Alguns críticos chamam esse raciocínio de "divisivo e contraditório" e dizem que representa "ideologia transmisógina".
Em um artigo de 2015, a estudiosa feminista americana Bonnie J. Morris argumentou que TERF era inicialmente um termo analítico legítimo, mas rapidamente se transformou em uma palavra difamatória associada a insultos sexistas. Ela descreveu a palavra como "emblemática das tensões não resolvidas entre as facções de L e T da nossa comunidade LGBT" e pediu aos acadêmicos e jornalistas que parem de usá-la.
A jornalista britânica Catherine Bennett descreveu a palavra como "uma ferramenta de bullying" que "já conseguiu reprimir a fala – e talvez até pesquisar".
A autora feminista Claire Heuchan argumenta que a palavra é frequentemente usada ao lado de "retórica violenta". Frases como "Mate uma TERF!" ou "Punch a TERF!" também são publicados por trolls on-line e houve outras representações de violência destinadas a mulheres rotuladas como TERFs. Heuchan acrescenta que linguagem desse tipo é usada para "desumanizar as mulheres", geralmente lésbicas.
O Grupo Parlamentar de Todos os Partidos (APPG) de 2018 sobre crimes de ódio recebeu várias propostas que indicavam um alto grau de tensão entre ativistas trans e grupos feministas que se opunham à legislação de direitos dos transgêneros, com ambos os lados detalhando incidentes de linguagem extrema ou abusiva. O relatório observou que algumas mulheres apresentaram relatórios que argumentavam que "mulheres que se opõem à inclusão de mulheres trans como mulheres estão sendo atacadas on-line e, na rua, com o termo 'feminista radical trans-excludente' (TERF) sendo usado como termo de abuso".

## Acusações de calúnia
As pessoas às quais a palavra TERF é dirigida, muitas vezes, a caracterizam como um palavrão ou um discurso de ódio. Em julho de 2018, solicitação de ensaios sobre "identidades transexuais", da revista Britânica The Economist necessário escritores para "evitar todos os insultos, incluindo TERF", afirmando que a palavra é usada para tentar silenciar opiniões e, por vezes, incitar a violência.
A ativista dos direitos dos transgêneros e professora de filosofia da linguagem Rachel McKinnon sustenta que a palavra não é um insulto. Ela argumenta que o termo foi concebido por feministas radicais para se diferenciarem de pessoas transfóbicas em seu meio.
Em agosto de 2018, sete filósofos britânicos escreveram no site Daily Nous que dois artigos de Rachel McKinnon e Jason Stanley publicados na revista Philosophy and Phenomenological Research normalizaram o termo. Eles descreveram o termo como "na pior das hipóteses uma calúnia e, na melhor das hipóteses, depreciativos" e argumentaram que o termo havia sido usado para denegrir aqueles "que discordam da narrativa dominante sobre questões trans". Em resposta, Ernest Sosa, editor-chefe da revista, afirmou que os pesquisadores consultados pela revista aconselharam que o termo "poderia evoluir para se tornar um insulto", mas que seu uso como termo denegridor em alguns contextos ainda era "compatível com o fato de ter um significado descritivo".
Em um artigo de 2020 publicado na revista de filosofia Grazer Philosophische Studien, os linguistas Christopher Davis e Elin McCready argumentam que três propriedades tornam um termo um insulto: deve ser depreciativo para um grupo específico, deve ser usado para subordiná-los a alguma estrutura de poder relações e o grupo derrogado deve ser definido por uma propriedade intrínseca. Davis e McCready escrevem que o termo TERF satisfaz a primeira condição, falha na terceira condição e que a segunda condição é controversa, pois depende de como cada grupo se vê em relação ao outro grupo.
A autora Andrea Long Chu descreve a alegação de que TERF é um insulto como "uma queixa que seria desprezível se também não fosse verdade, no sentido de que todas as palavras-chave para intolerantes devem ser difamatórias".
A filósofa feminista Talia Mae Bettcher argumenta que, independentemente de o termo ser classificado com precisão como insulto, "ele se tornou pelo menos ofensivo para os designados pelo termo", o que sugere que seria melhor evitar "caso alguém queira uma conversa através da profunda diferença ".